# 지훈 (2000년)
지훈(본명: 박지훈, 2000년 3월 14일~)은 대한민국의 가수이자, 《YG 엔터테인먼트》의 소속이며, 2018년 10월 24일에 데뷔한 대한민국의 보이 그룹 《트레저》의 리더, 보컬, 댄서를 맡고 있다. 《SBS 인기가요》에서는 《아이즈원》의 구성원 출신의 안유진, 《엔시티》의 구성원 성찬 등과 함께 MC를 맡았었다.

## 학력
| 연도 | 학교                 | 학과         | 비고 |
| ---- | -------------------- | ------------ | ---- |
| 2013 | 분포초등학교         |              | 졸업 |
| 2016 | 분포중학교           |              | 졸업 |
| 2016 | 한림연예예술고등학교 | 실용음악학과 | 중퇴 |

## 주요 방송 출연작

### 텔레비전 프로그램
| 연도            | 기간                 | 방송사       | 제목             | 역할    | 장르 | 비고      |
| --------------- | -------------------- | ------------ | ---------------- | ------- | ---- | --------- |
| 2018년 ~ 2019년 | 11월 16일 ~ 1월 18일 | JTBC         | 《YG 보석함》    | 참가자  | 예능 | 출연 데뷔 |
| 2021년          | 3월 9일              | MBC 에브리원 | 《비디오스타》   | 게스트  | 예능 | 출연      |
| 2021년 ~ 2022년 | 3월 7일 ~ 3월 27일   | SBS          | 《SBS 인기가요》 | 고정 MC | 예능 | 출연      |